# كارين سيلفا
كارين سيلفا دي ألميدا (بالبرتغالية: Karine Silva de Almeida؛ مواليد 2 ديسمبر 1993) هي مُقاتل فنون قتالية مختلطة برازيلية.

## وصلات خارجية
- كارين سيلفا على موقع يو إف سي (الإنجليزية)
- كارين سيلفا على موقع شيردوغ (الإنجليزية)
- كارين سيلفا على موقع Tapology.com (الإنجليزية)
- كارين سيلفا على موقع إي إس بي إن (الإنجليزية)